# Distretto di Monduli
Il distretto di Monduli è uno dei distretti in cui è amministrativamente suddivisa la regione di Arusha in Tanzania.

## Suddivisione amministrativa
Il distretto è diviso nelle seguenti circoscrizioni (wards), tra parentesi gli abitanti (censimento 2022):
1. Engaruka (17 187)
2. Engutoto (9 643)
3. Esilalei (29 020)
4. Lashaine (5 132)
5. Lemooti (7 474)
6. Lepurko (12 988)
7. Lolkisale (9 466)
8. Majengo (9 568)
9. Makuyuni (14 803)
10. Meserani (10 771)
11. Mfereji (8 221)
12. Migungani (7 731)
13. Moita (14 666)
14. Monduli Juu (15 051)
15. Monduli Mjini (7 608)
16. Mswakini (7 803)
17. Mto wa Mbu (7 995)
18. Naalarami (4 550)
19. Selela (14 275)
20. Sepeko (13 633)